# 村上愛花
村上 愛花（むらかみ えりか、2000年8月13日 - ）は、日本のファッションモデル、女優。『ViVi』の専属モデルである。長良マネジメント所属。2022年5月までは愛花名義で活動していた。
福島県会津若松市出身。2023年3月に東京理科大学経営学部を卒業した。

## 略歴
2017年、全国高等学校クイズ選手権に出場するため東京に来た際、原宿を巡っているときに現事務所にスカウトされる。その際は連絡交換だけで所属はしなかったが後述のオーディションでグランプリ受賞後に所属した。
2018年、ViVi創刊35周年を記念した専属モデルオーディションのグランプリを受賞し、秋に行われた「ViVi Night in TOKYO 2018 HALLOWEEN PARTY」にてランウェイデビュー。
2019年に大学進学のため上京し、モデル活動を開始する。
2021年4月22日から6月10日まで放送されたオリジナルドラマ『ブラックシンデレラ』（ABEMA）で女優デビュー。同年11月20日、舞台『彼女はきっと魔法を使う 2021』で舞台初出演。
2022年3月26日、スペシャルドラマ『ダマせない男』（日本テレビ）で地上波テレビドラマ初出演。
2023年、スーパー戦隊シリーズ『王様戦隊キングオージャー』（テレビ朝日）でヒロインの一人であるヒメノ・ラン / カマキリオージャー役に抜擢され、地上波連続テレビドラマ初出演。同年3月19日に東京理科大学を卒業したことを公表。同年7月28日、映画『映画 王様戦隊キングオージャー アドベンチャー・ヘブン』で映画初出演。
2024年5月29日、自身初となる1st写真集『愛でる愛花』を発売。同年11月25日、福島県会津美里町の観光大使に就任。

## 人物
- カナダ人の父と日本人の母のハーフ。
- 福島県立会津高等学校在校中の2017年と2018年に『高校生クイズ』に参加し、2017年には前述のように全国大会に出場している。
- 大学では投資、経済データのモデル分析、金融ファイナンスを専攻[22]。
- 2023年1月22日放送の『二軒目どうする?〜ツマミのハナシ〜』（テレビ東京）に出演した際に意外な酒豪ぶりを見せるとともに、その明るいキャラクターとトーク力には番組レギュラー陣の松岡昌宏と博多大吉も舌を巻いた[23]。
- 親友は日向坂46の佐々木久美。東京ガールズコレクションでの出会いがもとで仲良くなり、2022年9月19日放送の『The Gift』（日本テレビ）出演時にはキャンドルをプレゼントした[24]。

## 出演

### テレビ番組
- ズームイン!!サタデー（2021年7月3日 - 31日、日本テレビ） - 7月マンスリーお天気キャスター[25]
- シェア!（2021年10月4日 -（不定期出演）・2023年3月13日・5月22日・9月25日、福島放送） - 月1月曜コメンテーター[26][27][28][29]
- あざとくて何が悪いの?（2022年5月29日、テレビ朝日） - VTRゲスト[30]

### テレビドラマ
- ダマせない男（2022年3月26日、日本テレビ） - 西野 役
- 王様戦隊キングオージャー（2023年3月5日 - 2024年2月25日、テレビ朝日） - ヒメノ・ラン / カマキリオージャー 役[17]
- 僕のあざとい元カノ from あざとくて何が悪いの?（2025年1月24日 - 3月7日、テレビ朝日） - サキ 役[31]

### ウェブドラマ
- ブラックシンデレラ（2021年4月22日 - 6月10日、ABEMA） - 香澄百合 役[15]
  - ブラックシンデレラ -卒業編-（前編：2021年6月10日 / 後編：6月17日、ABEMA）[32]
- ANIMALS‐アニマルズ‐（2022年6月23日 - 8月11日、ABEMA） - 風見雛 役[33]
- 新米社会人 飯沼琴子のいいことランウェイ（2024年9月12日・18日、earth music＆ecology公式YouTube） - たまき 役[34]
- 王様戦隊キングオージャー IN SPACE（2024年11月10日、東映特撮ファンクラブ） - ヒメノ・ラン / カマキリオージャー 役[35]

### 映画
- 映画 王様戦隊キングオージャー アドベンチャー・ヘブン（2023年7月28日、東映） - ヒメノ・ラン / カマキリオージャー 役[19]

### 舞台
- 彼女はきっと魔法を使う 2021（2021年11月20日 - 23日、ラゾーナ川崎プラザソル） - 冬月灯 役（チームM）[16]
- スーパー戦隊シリーズ - ヒメノ・ラン / カマキリオージャー 役
  - 王様戦隊キングオージャーショー 真なる邪悪の王降臨?!伝説の力がチキューを滅ぼす!（2024年1月6日 - 28日、シアターGロッソ）[36]
  - 王様戦隊キングオージャーショー 王様、この地に集う!（2024年2月3日 - 3月17日、シアターGロッソ）[37]
  - 王様戦隊キングオージャー ファイナルライブツアー2024（2024年3月31日、静岡市民文化会館 / 4月7日、札幌文化芸術劇場 hitaru / 4月14日、仙台サンプラザホール / 4月21日、新潟県民会館 / 4月27日・28日、Niterra日本特殊陶業市民会館 / 5月11日、広島文化学園HBGホール / 5月12日、福岡サンパレス / 5月18日・19日、オリックス劇場）[38]

### オリジナルビデオ
- スーパー戦隊シリーズ（東映ビデオ） - ヒメノ・ラン / カマキリオージャー 役
  - 王様戦隊キングオージャーVSドンブラザーズ（2024年10月9日）[39]
  - 王様戦隊キングオージャーVSキョウリュウジャー（2024年10月9日）[40]
  - 爆上戦隊ブンブンジャーVSキングオージャー（2025年10月29日）[41]

### CM
- マクドナルド マックシェイク 4種のベリー『マックシェイクでリフレッチュー!!』篇（2019年5月15日 - ）[42]
- Johnson & Johnson『ワンデー アキュビューR ディファインR モイストR』フレッシュシリーズ WEBCM（2021年3月19日 - ）[43]

### MV
- 茜雫凜『自縛霊』（2019年）
- あたらよ『差異』（2022年）

### ファッションショー
- KANSAI COLLECTION
  - 2019 SPRING/SUMMER（2019年3月17日、京セラドーム大阪）
  - 2021 SPRING/SUMMER（2021年3月7日、京セラドーム大阪）
  - 2022 SPRING/SUMMER（2022年3月5日、京セラドーム大阪）
- TOKYO GIRLS COLLECTION
  - 2019 SPRING/SUMMER（2019年3月30日、横浜アリーナ）
  - 2020 SPRING/SUMMER（2020年2月29日、国立代々木競技場第一体育館）
  - 2020 AUTUMN/WINTER（2020年9月5日、オンライン配信）
  - 2021 SPRING/SUMMER（2021年2月28日、オンライン配信）
  - 2022 SPRING/SUMMER（2022年3月21日、国立代々木競技場第一体育館）
  - 北九州2022（2022年11月29日、西日本総合展示場新館）[44]
  - oomiya presents TGC WAKAYAMA 2023（2023年2月11日、和歌山ビッグホエール）[45]
  - 2023 SPRING／SUMMER（2023年3月4日、国立代々木競技場第一体育館）[46]
  - 2024 AUTUMN/WINTER（2024年9月7日、さいたまスーパーアリーナ）[47]
  - 北九州 2024（2024年10月12日、西日本総合展示場新館）[48]
  - SDGs推進 TGC しずおか 2025（2025年1月11日、ツインメッセ静岡 北館大展示場）[49]
  - マイナビ TGC 2025 S/S（2025年3月1日〈予定〉、国立代々木競技場 第一体育館）[50]
  - 麻生専門学校グループ presents TGC 熊本 2025（2025年4月12日〈予定〉、グランメッセ熊本）[51]
- Tokyo Virtual Runway Live by GirlsAward 2020（2020年6月27日、ABEMAにて独占配信）[52]
- NEXT VISION JAPAN 2021 XR LIVE「TGC Special XR COLLECTION produced by TOKYO GIRLS COLLECTION」（2021年3月16日、無観客オンライン配信）[53]
- Rakuten GirlsAward
  - 2022 AUTUMN/WINTER（2022年10月8日、幕張メッセ9〜11ホール）
  - 2023 SPRING/SUMMEFR（2023年5月4日、国立代々木競技場第一体育館）[54]
  - 2023 AUTUMN / WINTER（2023年9月30日、幕張メッセ）[55]
  - 2024 SPRING/SUMMER（2024年5月3日、国立代々木競技場第一体育館）[56]
  - 2024 AUTUMN/WINTER（2024年10月19日、幕張メッセ 9-11ホール）[57]
- SAPPORO COLLECTION 2023 SPRING/SUMMER（2023年5月7日、札幌コンベンションセンター）[58]

### イベント
- ViViNight inTaipei（2019年11月16日、新光三越Legacy MAX）[59]
- ViVi Night 2023（2023年10月5日、東急歌舞伎町タワー Zepp Shinjuku）[60]
- 超英雄祭 KAMEN RIDER × SUPER SENTAI LIVE & SHOW 2024（2024年2月7日、横浜アリーナ）[61]
- 長良グループ創立60周年記念 NAGARA FESTIVAL‟NEXT STAGE″（2024年2月9日、東京都・浅草公会堂）[62]
- お台場冒険王 2024「めざましライブ Da-iCE×TOKYO GIRLS COLLECTION～ひまわりドリームステージ～」（2024年8月6日、お台場青葉周辺エリア）[63]
- ふくしまSDGs 未来博（2024年8月11日、ビッグパレットふくしま）[64]
- Amazon Merch On Demand POP UP STORE ViViスペシャルトークショー（2024年8月31日、原宿キャットストリート クレインズ6142）[65]
- VIVi 超ポジティブ EXPO 2024（2024年9月1日、THE FACE DAIKANYAMA）[66]
- HEP STEP UP FIVE トークショー（2024年10月14日、8階 HEP HALL）[67]
- 未来への課題、「薬剤耐性」～いま、できることはなんだろう～（2024年11月2日、東京薬科大学）[68]
- Anime × Game Festival 2024 (AGF 2024)（2024年12月8日、韓国・KINTEX）[69]
- 王様戦隊キングオージャー完結記念イベントin上海（2025年1月19日）

### 広告
- ワールドウェディング（2019年） - イメージモデル[70]
- Johnson & Johnson『ワンデー アキュビューR ディファインR モイストR』フレッシュシリーズ（2021年6月1日 - ） - イメージモデル（莉子、横田ひかると共に務める）
- ニューバランス（2022年2月10日 - ）[71]
- コーセーコスメポート株式会社の新メイクアップブランド『up2meアップトゥーミー』（2024年3月21日 - ）[72]
- カネボウ化粧品
  - 『suisai beauty clear ピーリング パウダーウォッシュ』（2024年3月23日 - ）[73]
  - 『スイサイ ビューティクリア ゴールド クレンジングバター』（2024年9月26日 - ）[74]
- コーセー『up2meアップトゥーミー』リップカラー「hug myLip」限定2色（2024年8月21日 - ）[75]
- SNIDEL HOME HALLOWEEN COLLCTION（2024年9月25日 - ）[76]
- 「アイラブハローキティ」シリーズ（2024年12月4日 - ）[77]

## 書籍

### 雑誌連載
- ViVi（2018年 - 、講談社） - 専属モデル

### 写真集
- 1st 写真集『愛でる愛花』（2024年5月29日、講談社）[20]

### デジタル写真集
- プリンセスの休日（2023年3月20日、集英社、週プレ PHOTO BOOK、ASIN B0BWHBNBS9）

### 玩具
- 王様戦隊キングオージャー オージャカリバー -MEMORIAL EDITION-（2024年11月27日）
- 王様戦隊キングオージャー MEMORIALIZE DATA CARD（2024年12月23日）

## ディスコグラフィ

### キャラクターソング
| 発売日       | 商品名                                              | 歌                                          | 楽曲              | 備考                                               |
| ------------ | --------------------------------------------------- | ------------------------------------------- | ----------------- | -------------------------------------------------- |
| 2024年2月7日 | 王様戦隊キングオージャー キャラクターソングアルバム | カマキリオージャー/ヒメノ・ラン（村上愛花） | 「Golden Garden」 | 特撮テレビドラマ『王様戦隊キングオージャー』関連曲 |